# Davor Šuker
Davor Šuker (Eszék, 1968. január 1. –) horvát válogatott labdarúgó. A Horvát labdarúgó-szövetség elnöke 2012 júliusa óta.
Az 1998-as labdarúgó-világbajnokság gólkirálya volt, jugoszláv és horvát színekben összesen 71 mérkőzésen 46 gólt szerzett. Ifjúsági világbajnok.
A FIFA 100 tagja.

## Pályafutása
Šuker pályafutását szülővárosában, Eszéken kezdte 1984-ben. 1989-ben igazolt a Dinamo Zagreb csapatához. Itt mutatkozott be az akkori Jugoszlávia élvonalbeli bajnokságában, majd 1990-ben a válogatottban is Románia ellen. Az 1991-ben kitört délszláv háború előtt 2 mérkőzésen játszott az egységes jugoszláv válogatottban, és 1 gólt szerzett.
1991-ben Spanyolországba igazolt, az Sevilla FC-hez. 1992-től, Horvátország függetlenségétől Šuker a horvát válogatottban játszott, így részt vett az 1996-os angliai Európa-bajnokságon is, ahol 3 gólt lőtt.
1996-ban igazolt a Real Madrid csapatához. Itt 1997-ben spanyol bajnok lett, egy évre rá pedig Bajnokok Ligája-győztes. Szintén 1998-ban a franciaországi világbajnokságon 6 góllal a torna gólkirálya lett. A válogatott minden idők legjobb eredményét érte el: bronzérmet szerzett. 1999-ben az Arsenalhoz szerződött, majd pályafutása végén a West Ham United és az 1860 München játékosa lett. A horvát válogatottban összesen 69 mérkőzésen 45 gólt szerzett. Jelenleg a Davor Šuker Labdarúgó Akadémiát vezeti Zágrábban.

## Sikerei, díjai
Real Madrid
- Spanyol bajnok (1): 1996–97
- Spanyol szuperkupa (1): 1997
- Bajnokok Ligája győztes (1): 1997–98
- Interkontinentális kupagyőztes (1): 1998

Arsenal
- UEFA-kupa döntős (1): 1999–2000

Jugoszlávia
- U20-as világbajnok (1): 1987
- U21-es Európa-bajnoki ezüstérmes (1): 1990

Horvátország
- Világbajnoki bronzérmes (1): 1998

Egyéni
- A jugoszláv bajnokság gólkirálya (1): 1988–89 (18 gól)
- Az U21-es Európa-bajnokság aranycipőse (1): 1990 (4 gól)
- Az U21-es Európa-bajnokság legjobb játékosa (1): 1990
- Az Európa-bajnokság All-star csapatának a tagja (1): 1996
- A világbajnokság gólkirálya (1): 1998 (6 gól)
- A világbajnokság ezüstlabdása (1): 1998
- Az világbajnokság All-star csapatának a tagja (1): 1998
- Az Aranylabda második helyezettje (1): 1998
- Az év horvát labdarúgója (6): 1992, 1994, 1995, 1996, 1997, 1998
- A World Soccer Magazine – 100 legnagyszerűbb játékos a 20. században tagja (1999)
- A FIFA 100 tagja (2004)